# Port lotniczy Ouango Fitini
Port lotniczy Ouango Fitini (IATA: OFI, ICAO: DIOF) – port lotniczy położony w Ouango Fitini, w Wybrzeżu Kości Słoniowej.